# فرانسوا فولي
فرانسوا فولي (بالفرنسية: François Folie )‏ (و. 1833 – 1905 م) هو عالم فلك من بلجيكا .
توفي في لييج، عن عمر يناهز 72 عاماً.